# Florence Horsbrugh
Florence Horsbrugh, née le 13 octobre 1889 à Édimbourg (Royaume-Uni) et morte le 6 décembre 1969 dans la même ville, est une femme politique britannique. Membre du Parti conservateur, elle est députée de Dundee entre 1931 et 1945 où elle succède à Edwin Scrymgeour, députée de Manchester entre 1950 et 1959 et ministre de l'Éducation entre 1951 et 1954.